# Білоколодязький район
 Білоколодязький район — колишній район на північному сході Харківської округи з адміністративним центром у селі Білий Колодязь. Район був утворений у 1923 році на території колишнього Вовчанського повіту. До його складу увійшла Білоколодязька волость, а також частини Вільхуватської, Волохівської та Червоноармійської волостей. Район був ліквідований наприкінці 1929 року, його територія ввійшла до складу Вовчанського та Печенізького районів.

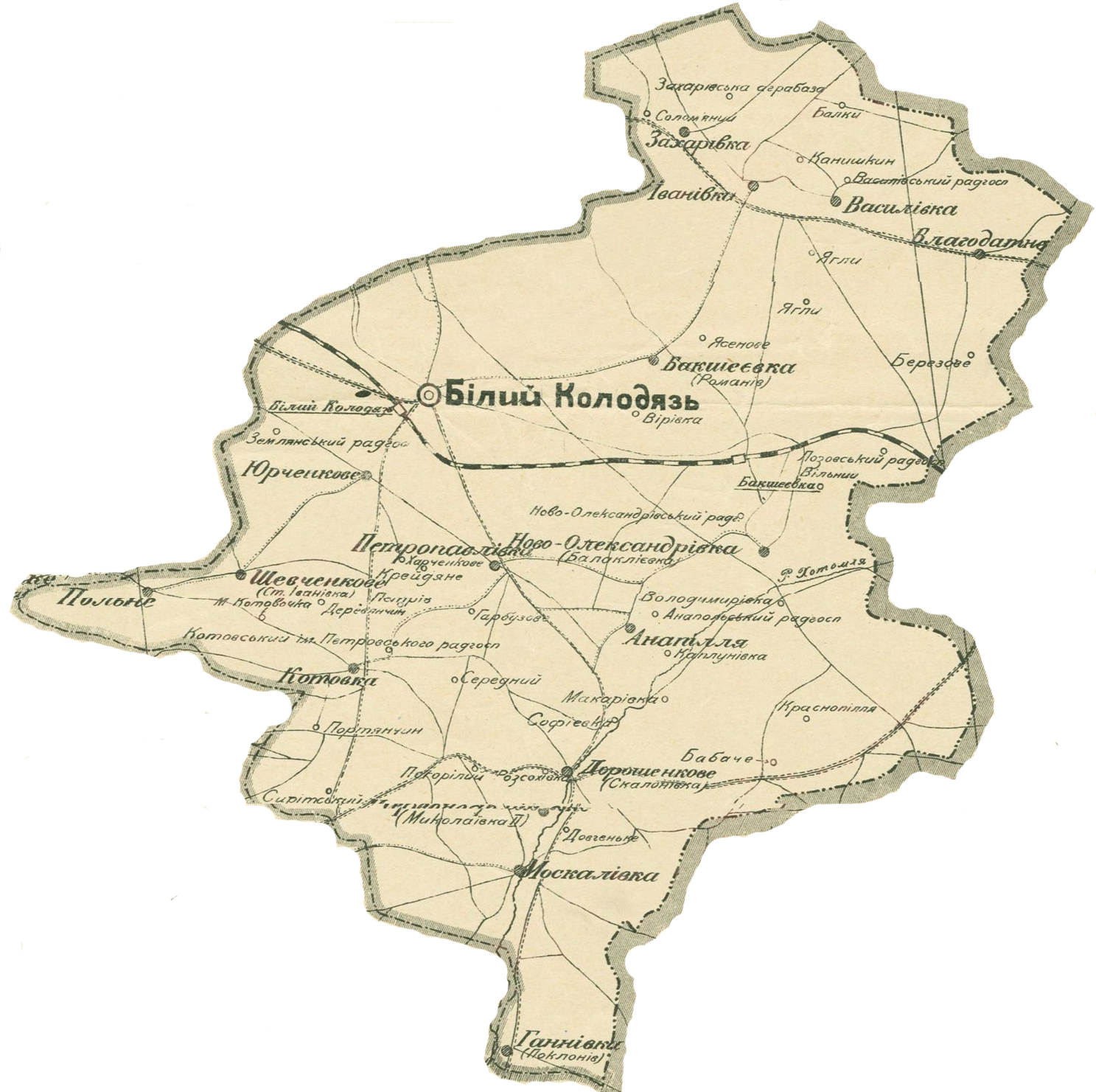
Карта району на 1 січня 1927 року

У 1925 році в районі діяв єдиний у Харківській окрузі загін призначений для боротьби з ховрахами за допомогою сірководню.

## Адміністративний устрій
Район адміністративно-територіально поділявся на 17 сільських рад:
- Бакшеївська сільська рада
- Білоколодязька сільська рада
- Благодатненська сільська рада
- Василівська сільська рада
- Ганнівська сільська рада
- Ганнопільська сільська рада
- Дорошенківська сільська рада
- Захарівська сільська рада
- Іванівська сільська рада
- Котівська сільська рада
- Москалівська сільська рада
- Новоолександрівська сільська рада
- Пільнянська сільська рада
- Петропавлівська сільська рада
- Червоноармійська сільська рада
- Шевченківська сільська рада
- Юрченківська сільська рада